# Lauchringen
Lauchringen est une commune de Bade-Wurtemberg (Allemagne), située dans l'arrondissement de Waldshut, dans le district de Fribourg-en-Brisgau.

## Jumelage
- Saint-Pierre-de-Chandieu (France) depuis 1997

## Quartiers
La commune de Lauchringen a été constituée le 1er juillet 1971, dans le cadre de la réforme territoriale du Bade-Wurtemberg, à partir des deux communes précédemment indépendantes d'Unterlauchringen et Oberlauchringen.

## Transports
Le chemin de fer de la vallée de la Wutach relie la gare de Lauchringen à la jonction de Hintschingen, où elle rejoint le chemin de fer de la Forêt-Noire.

### Armoiries des anciennes communes

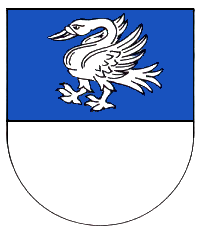
Unterlauchringen
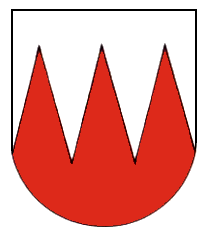
Oberlauchringen